# Sruni (Musuk)
Sruni is een bestuurslaag in het regentschap Boyolali van de provincie Midden-Java, Indonesië. Sruni telt 3032 inwoners (volkstelling 2010).